# The Sow of Atholl
The Sow of Atholl ist ein als Corbett und Marilyn eingestufter, 803 m (2.635 ft) hoher Berg in Schottland. Der ursprüngliche gälische Name des Berges ist Meall an Dobharchain, was in etwa „Berg der Wasserkresse“ bedeutet. 

## Namensgebung
Sein englischer Name, der mit „Die Wildsau von Atholl“ übersetzt werden kann, ist eine Übertragung vom Namen des nördlich benachbarten, 738 m (2.421 ft) hohen An Torc oder Boar of Badenoch, der bereits 1773 als Bin Torc verzeichnet ist. Diese Namen können als Der Keiler (von Badenoch) übersetzt werden, woraus dann der englische Name des südlichen, deutlich höheren Berges abgeleitet wurde. Die namensgebenden Wildschweine waren ursprünglich in Schottland bereits vor über 500 Jahren ausgestorben. The Sow of Atholl liegt in der Council Area Perth and Kinross in den Grampian Mountains östlich von Loch Ericht und südlich von Dalwhinnie in der Berggruppe der Drumochter Hills.

## Beschreibung
Die als Site of Special Scientific Interest (SSSI) ausgewiesenen Drumochter Hills erstrecken sich westlich und östlich des Pass of Drumochter, über den mit der A9, der National Cycle Route 7 und der Highland Main Line die wichtigsten Straßen- und Eisenbahnverbindungen der Highlands in Nord-Süd-Richtung verlaufen. The Sow of Atholl besitzt einen konischen Gipfelaufbau und ist durch diesen sowie seine Lage etwa zwei Kilometer südwestlich des Pass of Drumochter von weitem markant erkennbar. Ein tief eingeschnittener, nach Norden fließender kleiner Bachlauf und ein südlich anschließender, 635 m hoher Bealach trennen den Berg vom westlich benachbarten, 991 m (3.251 ft) hohen und als Munro eingestuften Sgairneach Mhòr. 
Nach allen anderen Seiten fällt er fast gleichmäßig  mit steilen, heide- und moosdurchsetzten Hängen ab, die einzelne felsige Partien aufweisen. Lediglich seine Südseite fällt etwas flacher ab. Der Berg besitzt ein kleines gerundetes Gipfelplateau, der höchste Punkt wird von einem Gipfelcairn markiert. Nach Norden überragt er das Coire Dhomhain, das den Zugang vom Pass of Drumochter zu den westlich liegenden Bergen der Drumochter Hills ermöglicht.

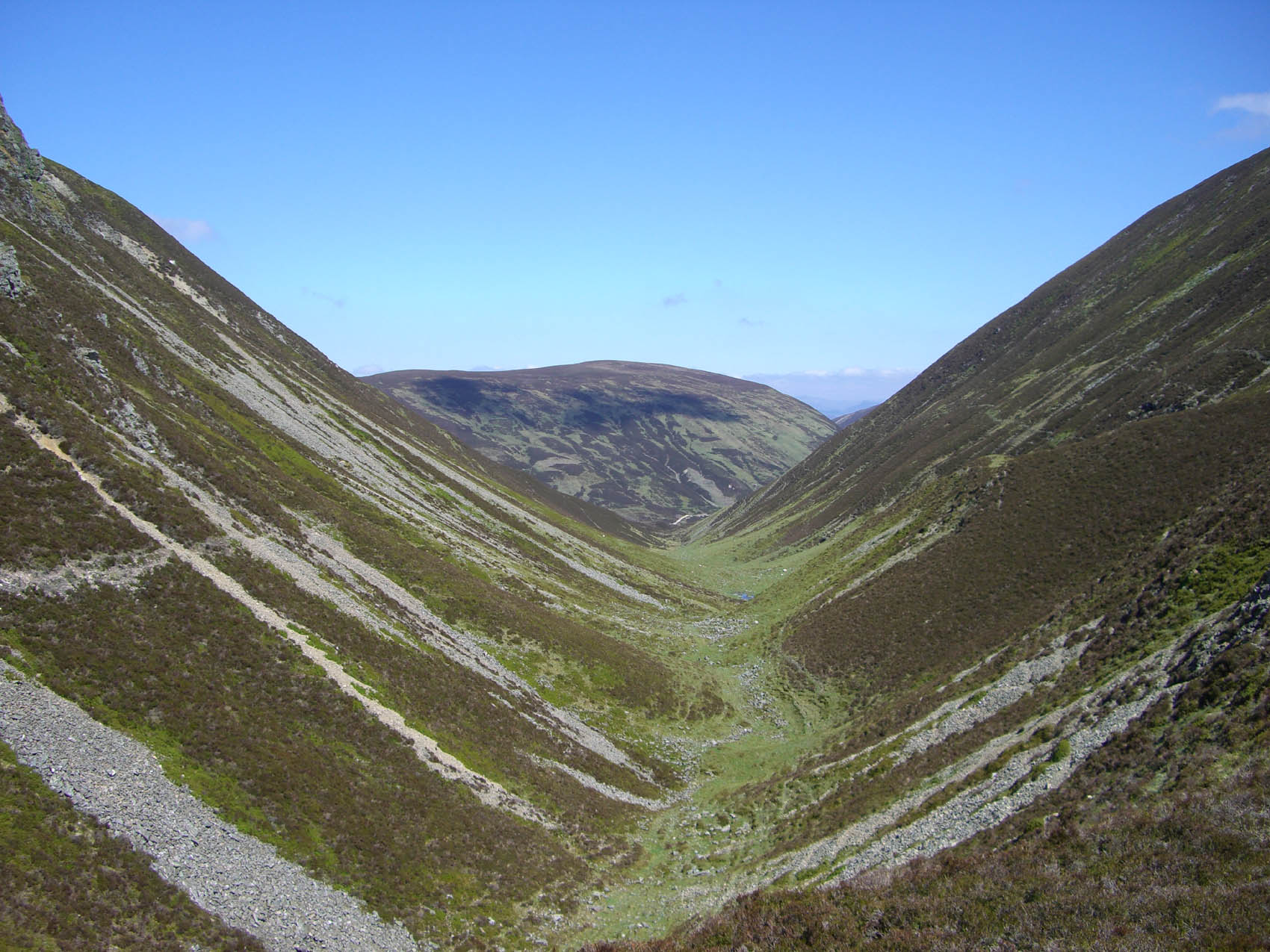
Blick vom Verbindungssattel nach Norden in das Bachtal zwischen Meall an Dobharchain und Sgairneach Mhòr
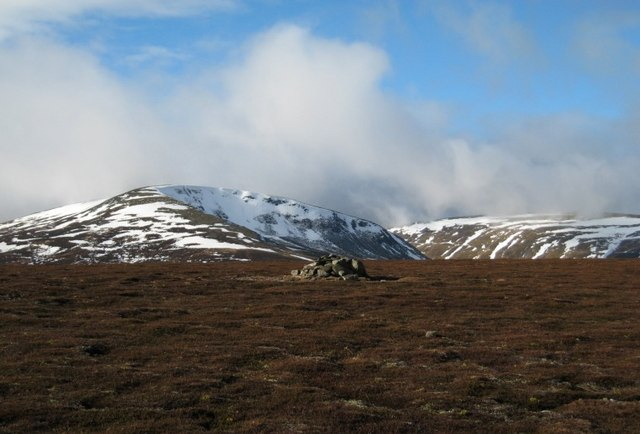
Das Gipfelplateau mit Cairn, im Hintergrund der Sgairneach Mhòr
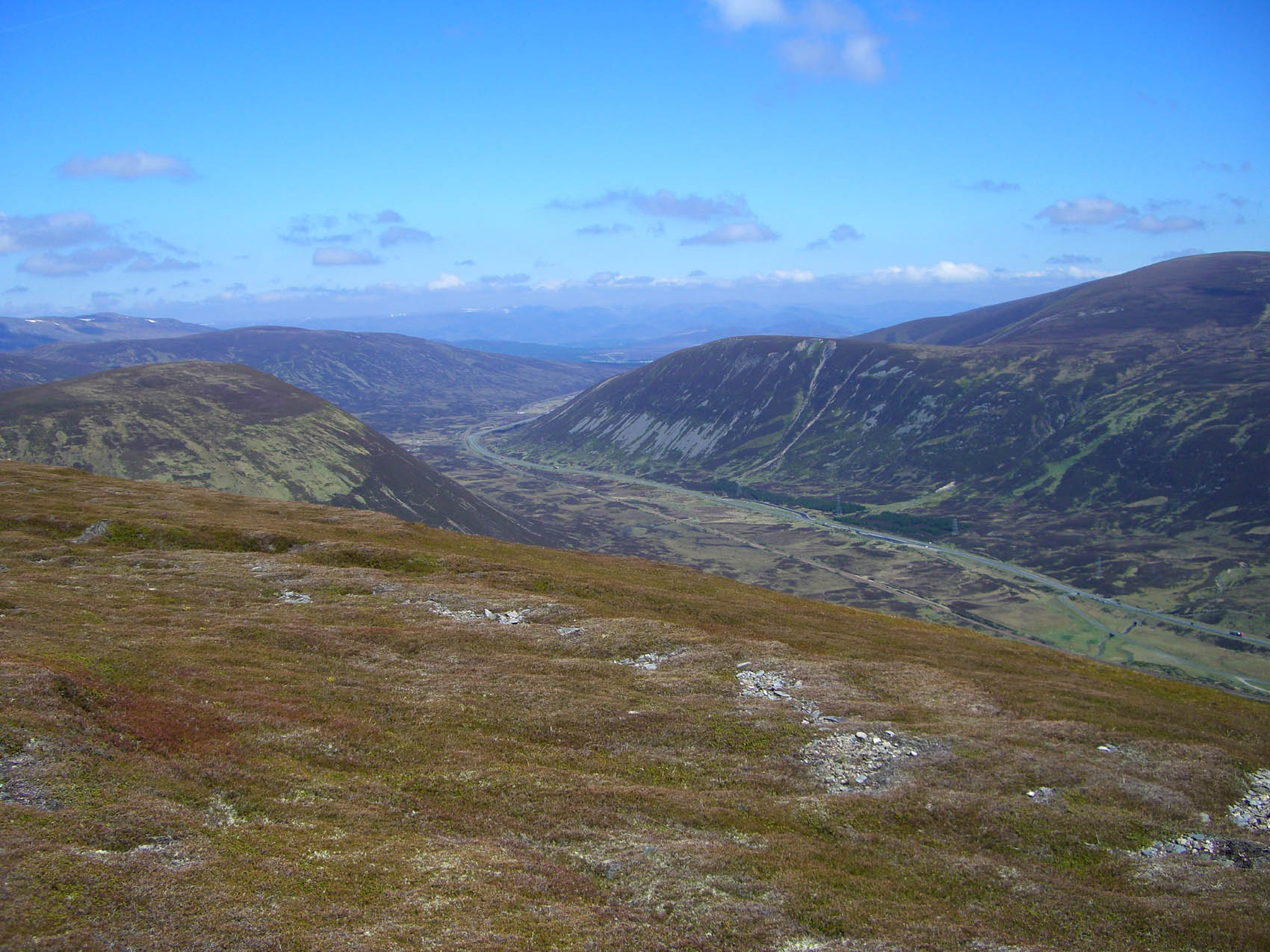
Blick vom Gipfel nach Norden zum Pass of Drumochter
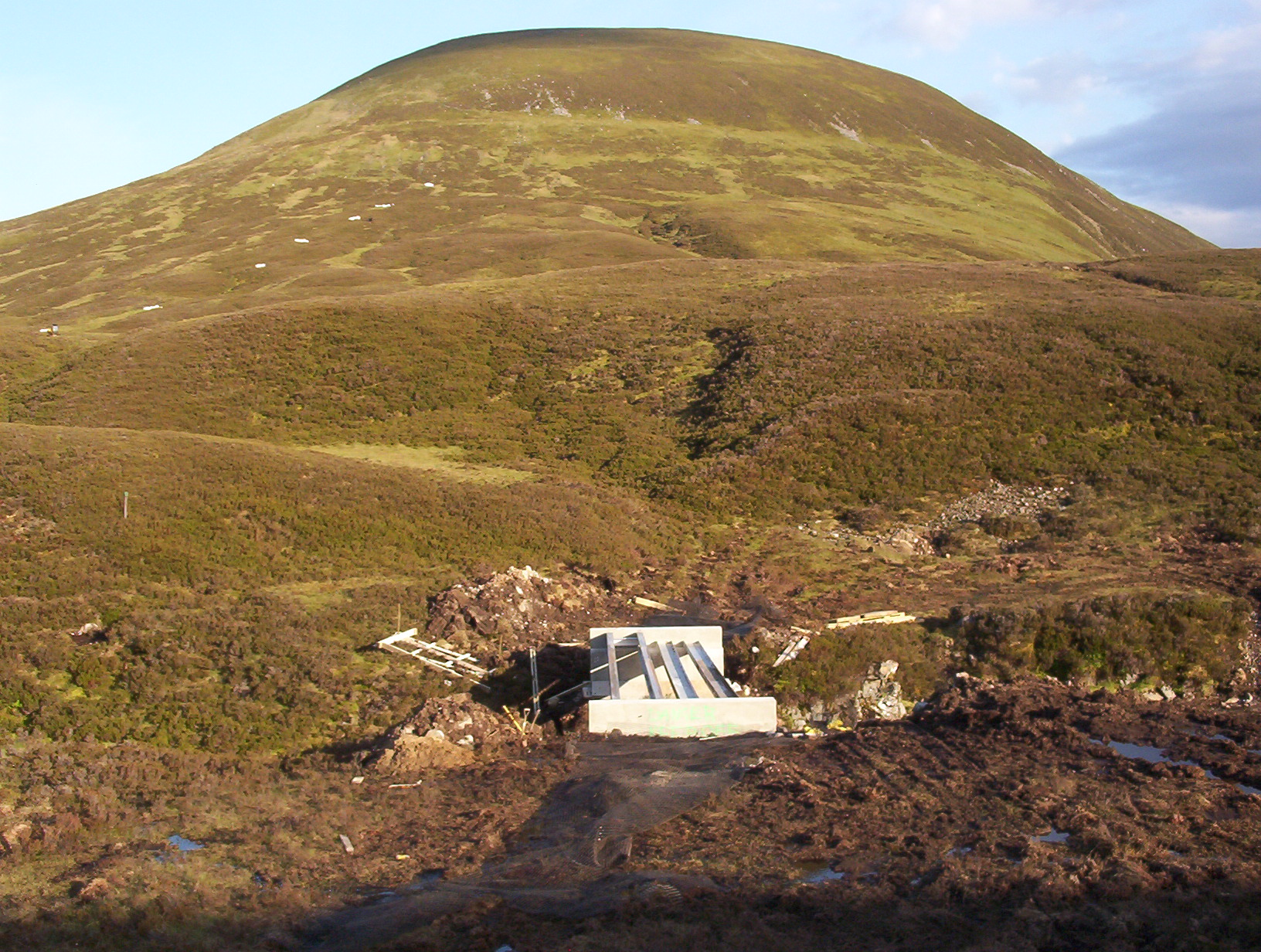
The Sow of Atholl von Osten
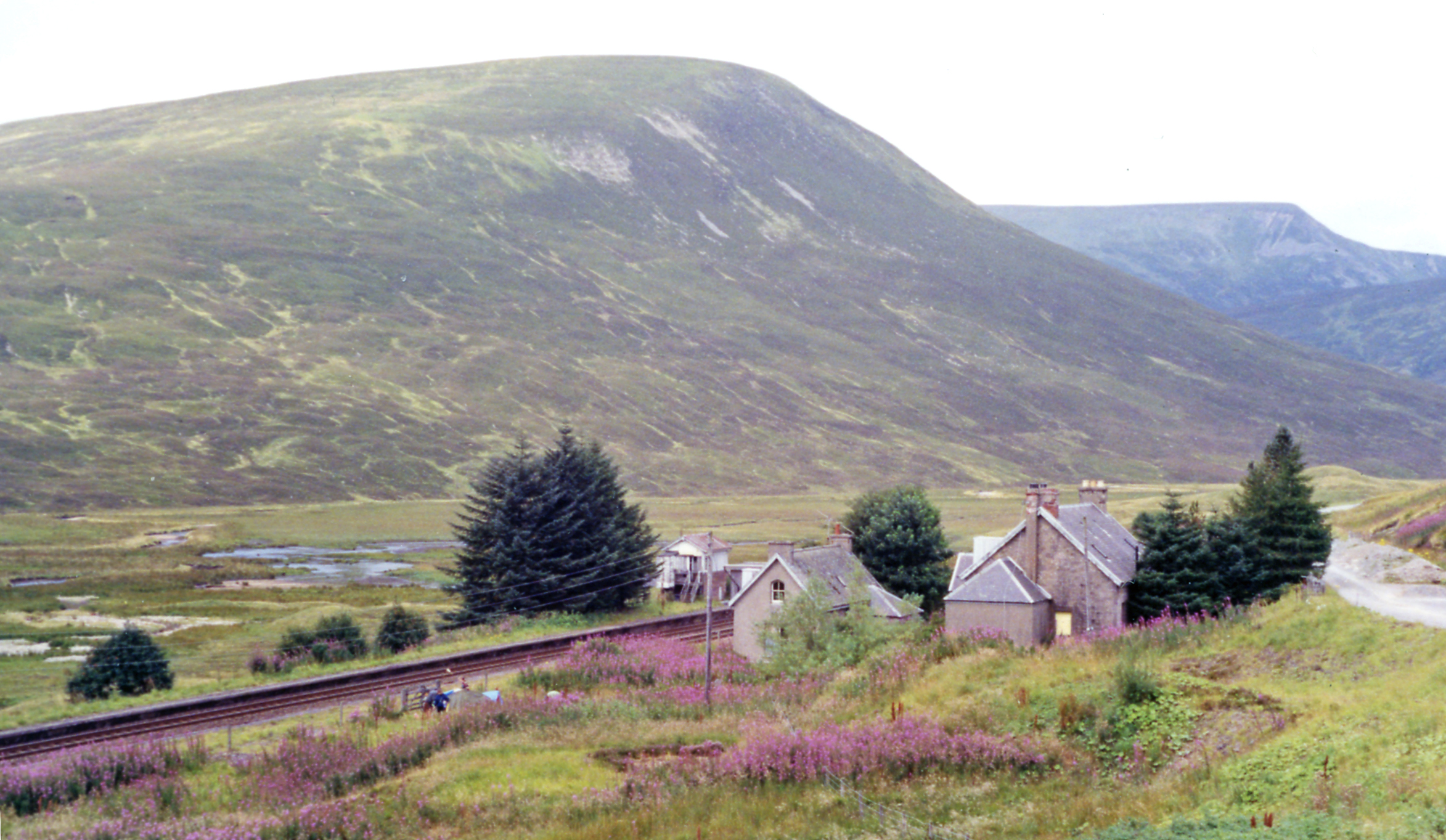
Blick von Südosten, im Vordergrund der stillgelegte Bahnhof von Dalnaspidal an der Highland Main Line

## Aufstieg
Ausgangspunkt für eine Besteigung ist ein Parkplatz in der kleinen Ansiedlung Dalnaspidal südlich des Pass of Drumochter, etwas abseits der A9. Von dort führt der Weg zunächst nach Südwesten und dann über die Südseite des Berges steil ansteigend zum Gipfel. Über den Verbindungssattel kann der Berg auch vom Sgairneach Mhòr erreicht werden.